# Winter Garden
Winter Garden is een plaats (city) in de Amerikaanse staat Florida, en valt bestuurlijk gezien onder Orange County.

## Demografie
Bij de volkstelling in 2000 werd het aantal inwoners vastgesteld op 14.351.
In 2006 is het aantal inwoners door het United States Census Bureau geschat op 27.045, een stijging van 12694 (88.5%).

## Geografie
Volgens het United States Census Bureau beslaat de plaats een oppervlakte van
31,3 km², waarvan 31,2 km² land en 0,1 km² water. Winter Garden ligt op ongeveer 37 m boven zeeniveau.

## Plaatsen in de nabije omgeving
De onderstaande figuur toont nabijgelegen plaatsen in een straal van 16 km rond Winter Garden.